# Hermann Gelhaus
Hermann Gelhaus (* 31. Oktober 1938 in Bösel) ist ein deutscher Germanist und Linguist.

## Leben und Wirken
Hermann Gelhaus absolvierte 1959 das Abitur am Gymnasium in Cloppenburg. Anschließend studierte er Theologie, Latein und Germanistik in Münster, Freiburg und Basel, wo er 1964 promoviert wurde. Die Habilitation erfolgte 1971, ebenfalls in Basel. Als wissenschaftlicher Assistent war er in Mannheim und Basel tätig. Seit 1972 war er Professor an der Universität Trier.
Seine wissenschaftlichen Schwerpunkte liegen im Bereich der Grammatik der deutschen Standardsprache, Geschichte der deutschen Sprache, Pragmatik und Kommunikation. 1984 leistete er im Rahmen der Duden-Grammatik einen Beitrag zur deutschen Wortarten-Grammatik. Er forschte u. a. über den „Modalen Infinitiv“ und zur Syntax im Satzbau. Außerdem befasste er sich mit der Bibelübersetzung Martin Luthers. In diesem Rahmen wies er nach, dass der Autor Friedrich Traub identisch mit Friedrich Staphylus ist.
Gelhaus ist seit 1969 verheiratet, hat zwei Töchter und lebt heute in seinem Heimatort Bösel.

## Veröffentlichungen (Auswahl)
- Die Prologe des Terenz. Eine Erklärung nach d. Lehren von der inventio und dispositio, (Dissertation), Winter Verlag Heidelberg, 1972, ISBN 978-3-533-02184-1
- Synchronie und Diachronie. Zwei Vorträge über Probleme der nebensatzeinleitenden Konjunktionen und der Consecutio temporum, Lang Verlag, Bern/Frankfurt, 1972, ISBN 978-3-261-00784-1
- mit Sigbert Latzel: Studien zum Tempusgebrauch im Deutschen, Narr Verlag, Tübingen, 1974, ISBN 978-3-87808-615-4
- Das Futur in ausgewählten Texten der geschriebenen deutschen Sprache der Gegenwart. Studien zum Tempussystem, Hueber Verlag, München, 1975, ISBN 978-3-19-006754-1
- Der modale Infinitiv, TBL-Verlag Narr, 1977, ISBN 978-3-87808-635-2
- Grundlegung einer Operatoren-Syntax im Deutschen, Winter Verlag, Heidelberg, 2007, ISBN 978-3-8253-5373-5
- Der Streit um Luthers Bibelverdeutschung im 16. und 17. Jahrhundert, Teil 1, Mit der Identifizierung Friedrich Traubs, Niemeyer Verlag Tübingen, 1989, ISBN 978-3-484-31089-6
- Der Streit um Luthers Bibelverdeutschung im 16. und 17. Jahrhundert, Teil 2, Niemeyer Verlag Tübingen, 1990, ISBN 978-3-484-31100-8